# Conta-corrente
A conta corrente (português brasileiro) ou conta à ordem (português europeu) é uma conta de depósito mantida num banco ou outra instituição financeira por uma pessoa física ou jurídica com o propósito de segurança e rapidez de acesso à demanda através de uma variedade de diferentes canais.
Conta-corrente designa também um contrato mediante o qual duas pessoas jurídicas que têm relações mercantis, acordam em conceder créditos de forma recíproca, sendo apenas pago o respectivo saldo no fim de determinado período. O termo generalizou-se no meio contabilístico, passando a ser usado com o sentido do extracto de conta, ou seja, uma listagem dos movimentos a débito e a crédito registrados pela contabilidade numa conta qualquer, num certo período de tempo.

## Tipos de contas no Brasil

### Conta de Depósito à Vista (conta-corrente)
Por meio da conta bancária, é possível depositar ou retirar qualquer quantia em dinheiro a qualquer número de vezes, sujeito à disponibilidade de crédito pelo depositário; receber salários depositados pelo empregador, recebendo com isso, um crédito no mesmo valor; sacar dinheiro quando conveniente (por meio de caixas eletrónicos, cartões de crédito ou cheques); investir em poupança; pedir empréstimos pessoais ao banco; e outras transações financeiras oferecidas pelo banco.
As movimentações financeiras da conta corrente são apresentadas ao cliente de forma resumida em extrato fornecido pelo banco, o qual pode ser solicitado pelo cliente ao banco mediante pagamento de uma pequena taxa de fornecimento de extrato mensal. Para encerrar a conta, é necessário protocolizar uma carta no banco solicitando o encerramento da conta, apresentando extrato atual, informando que todos os cheques já foram compensados e devolvendo talões de cheques não utilizados e cartões. Isto porque há despesas efetuadas na conta corrente, como taxas de manutenção e outros fornecimentos, os quais serão debitados na conta, fazendo com que o saldo se torne devedor e podendo trazer problemas financeiros no futuro para o ex-cliente que não encerrou a conta adequadamente (prova documental).

### Conta-poupança
A conta-poupança é uma conta de depósito onde o valor aplicado tem um rendimento (juros) e correção monetária mensal. Há instituições financeiras que permitem abrir contas somente de poupança ou contas poupança vinculadas à conta corrente. Geralmente, contas de poupança vinculadas à contas-correntes permitem apenas aplicações e resgates, como uma modalidade de investimento. Mas contas exclusivamente de poupança permitem também saques, depósitos, pagamentos de títulos e transferências para contas-correntes ou poupança do mesmo banco ou para bancos diferentes, sendo que, no Brasil, é facultativo, aos bancos, acolher transferências de outros bancos para contas-poupança.

### Conta de Registro (conta-salário)
A "conta-salário" é um tipo especial de conta de registro e controle de fluxo de recursos, destinada a receber salários, proventos, soldos, vencimentos, aposentadorias, pensões e similares. A "conta-salário" não admite outro tipo de depósito além dos créditos da entidade pagadora e não é movimentável por cheques.
Um benefício trazido pela "conta-salário" é a possibilidade de o empregado transferir o seu salário para outra conta diferente daquela aberta pelo empregador, sem precisar pagar tarifa por isso.
Sobre esse tipo de conta, é vedada a cobrança de tarifa nas transferências dos recursos para outra instituição financeira, para crédito à conta de depósito de titularidade do beneficiário, conjunta ou não, desde que esses valores sejam transferidos pelo valor total creditado.
Na transferência parcial do crédito para outra instituição financeira, pode ser cobrada tarifa, mesmo que seja uma só transferência.
Também não podem ser cobradas tarifas por:
- fornecimento de cartão magnético, a não ser nos casos de pedidos de reposição decorrentes de perda, roubo, danificação e outros motivos não imputáveis à instituição financeira;
- realização de até cinco saques, por evento de crédito;
- acesso a pelo menos duas consultas mensais ao saldo nos terminais de auto-atendimento ou - diretamente no guichê de caixa;
- fornecimento, por meio dos terminais de auto-atendimento ou diretamente no guichê de caixa, de pelo menos dois extratos contendo toda a movimentação da conta nos últimos trinta dias;
- manutenção da conta, inclusive no caso de não haver movimentação.

Para abertura da "conta-salário", é necessário que seja firmado um contrato ou convênio entre a instituição financeira e o empregador. A "conta-salário" não é aberta por iniciativa do empregado. A "conta-salário" é aberta por iniciativa do empregador, que é responsável pela identificação dos beneficiários.
É obrigatória a utilização de "conta-salário" para os empregados da iniciativa privada?
Para os serviços de execução de folha de pagamento prestados pelas instituições financeiras ao setor privado, a adoção da "conta-salário" é obrigatória desde 2 de janeiro de 2009.

## No mercado financeiro
Em termos técnicos contábeis, conta corrente  é um demonstrativo da transações financeiras realizadas entre dois correspondentes e serve para confrontar as diversas operações monetárias e/ou comerciais efetuadas dentro de um determinado período. Uma conta corrente pode ser de dois tipos: remunerada ou sem juros.
A conta corrente sem juros é um simples demonstrativo de débito e crédito, como um extrato bancário simples onde aparecem as entradas e as saídas financeiras.
A conta corrente com juros recíprocos é aquela na qual se contam os juros sobre as diversas parcelas de débito e crédito, calculando-os desde seu vencimento até a data do seu encerramento.